# Aranyszájú Szent János-fatemplom (Kisbékafalva)
A kisbékafalvi Aranyszájú Szent János-fatemplom műemlékké nyilvánított épület Romániában, Bihar megyében. A romániai műemlékek jegyzékében a  BH-II-m-B-01206 sorszámon szerepel.